# Kristina Larsen (Produzentin)

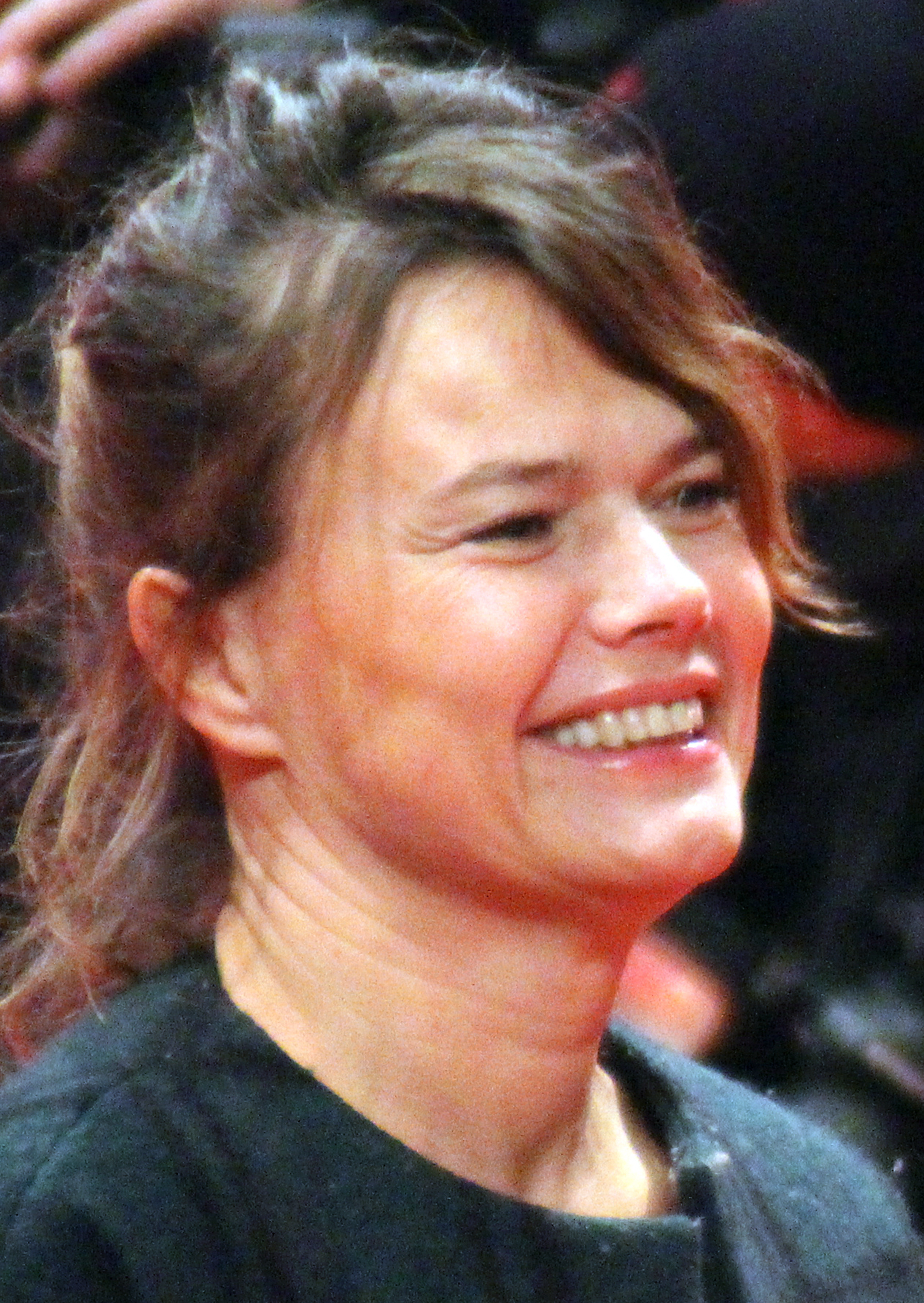
Kristina Larsen, 2015

Kristina Larsen (* 1. Dezember 1968) ist eine französische Filmproduzentin.

## Leben
Kristina Larsen war zunächst als Journalistin und Redakteurin tätig. 2005 erhielt sie von Bernard-Henri Lévy den Auftrag, die Filmfirma „Les Films du Lendemain“ zu leiten. Diese Filmfirma übernahm sie im Dezember 2013 vollständig. Ihr Schaffen umfasst rund drei Dutzend Produktionen. Anschließend war sie für den Produktion von Lady Chatterley zuständig. Der Film erhielt 10 César-Nominierungen. Außerdem gewann sie 2007 den César als bester Film und wurde für die Berliner Filmfestspiele ausgewählt.
2011 wurde sie für L’amour fou, einen Dokumentarfilm über Yves Saint Laurent sowie 2013 für Leb wohl, meine Königin! jeweils für einen César nominiert. Bei den Asia Pacific Screen Awards erhielt sie für Tui Na die Auszeichnungen der Großen Jury. 2022 produzierte Larsen den Film Eine Frau mit berauschenden Talenten.

## Filmografie (Auswahl)
- 2006: Lady Chatterley
- 2007: Der Flug des roten Ballons (Le voyage du ballon rouge)
- 2009: Yuki & Nina
- 2010: L’amour fou (Dokumentarfilm)
- 2011: Haus der Sünde (L’Apollonide)
- 2011: Ein besseres Leben (Une vie meilleure)
- 2012: Leb wohl, meine Königin! (Les Adieux à la reine)
- 2014: Tui Na
- 2015: Tagebuch einer Kammerzofe (Journal d’une femme de chambre)
- 2017: Auguste Rodin (Rodin)
- 2020: Eine Frau mit berauschenden Talenten (La daronne)
- 2021: Suzanna Andler